# Chrysolopus spectabilis
Vous lisez un « bon article » labellisé en 2010.
Espèce
Synonymes
- Curculio spectabilis Fabricius, 1775

Chrysolopus spectabilis est une espèce d'insectes de l'ordre des coléoptères appartenant à la famille des Curculionidae, laquelle regroupe les espèces souvent nommées « charançons ». L'insecte vit dans le sud-est de l'Australie et est connu dans l'histoire naturelle du pays pour être le premier insecte australien à avoir été décrit scientifiquement en 1775. Les adultes comme les larves sont phytophages, se nourrissant sur certains acacias et mimosas auxquels ils peuvent infliger de sérieuses déprédations.

## Description

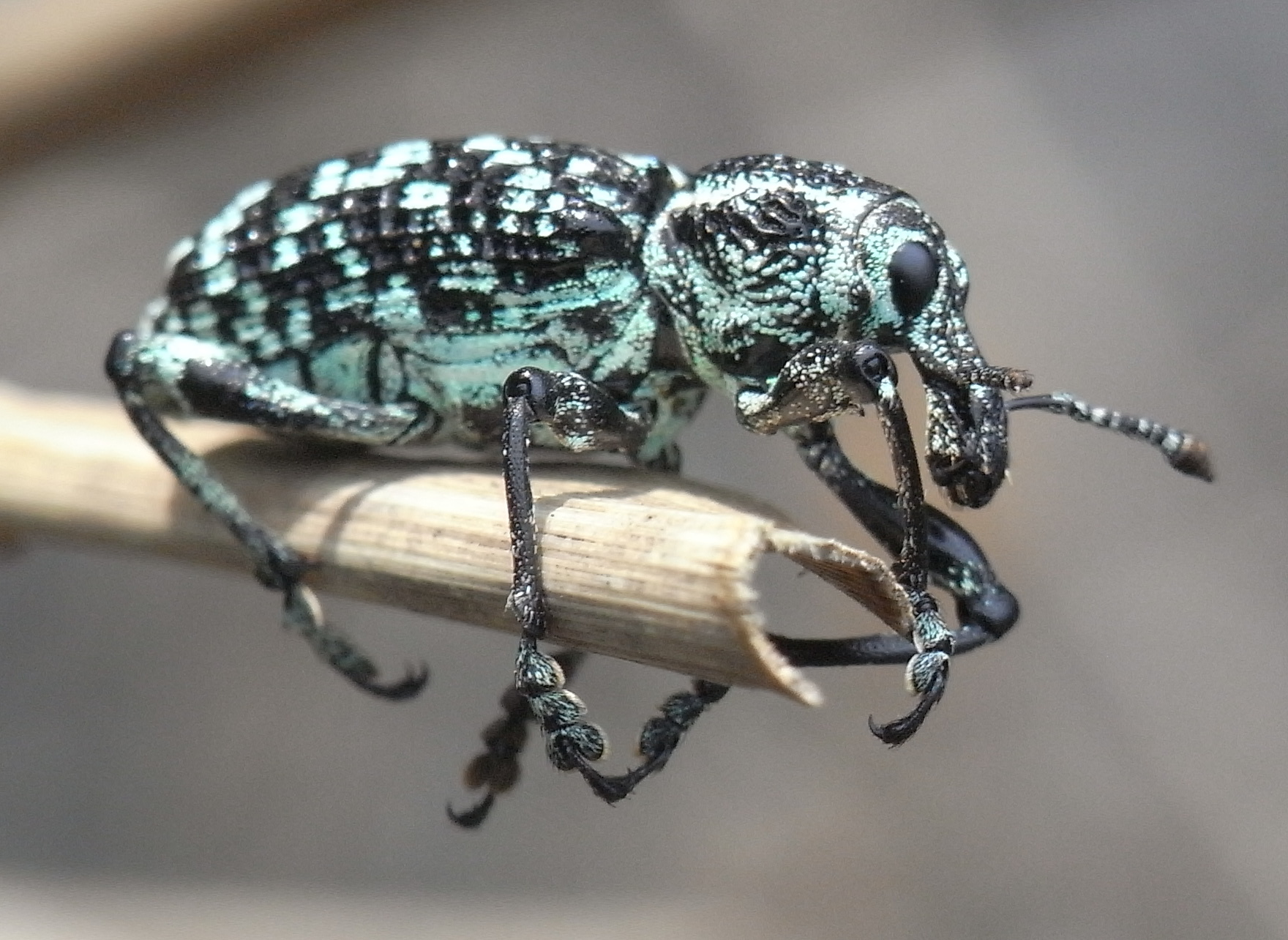
Vue de profil d'un Chrysolopus spectabilis posé sur une tige.

Chrysolopus spectabilis a un corps ovale et allongé d'une longueur de 15 à 25 millimètres. Les élytres sont noirs et irrégulièrement ponctués de vert-argenté ; une ligne vert clair parcourt le milieu du dos de l'insecte. Le dessous du corps, plus mat que le dessus, est vert clair uni. La tête, le pronotum et les pattes sont noirs, parfois marqué de verdâtre métallique. La couleur varie selon la saison et les individus naissant plus tard dans l'année ont plutôt du bleu.
Le proboscis est presque aussi long que le pronotum et est distinctement courbé vers le bas. Les antennes sont terminées par un petit renflement en massue. Les yeux composés sont ovales. Les élytres sont longitudinalement parcourus de rainures parsemées de creux, et le dessous est également sillonné. Les pattes sont solides aux extrémités velues.
La larve mesure de 40 à 50 mm de long et a un corps blanc rond et ridé, avec des poils épars sur les côtés. La tête est d'un brun rougeâtre et les mandibules noires. Le stade nymphal a été scientifiquement étudié et décrit.

## Écologie

### Éthologie

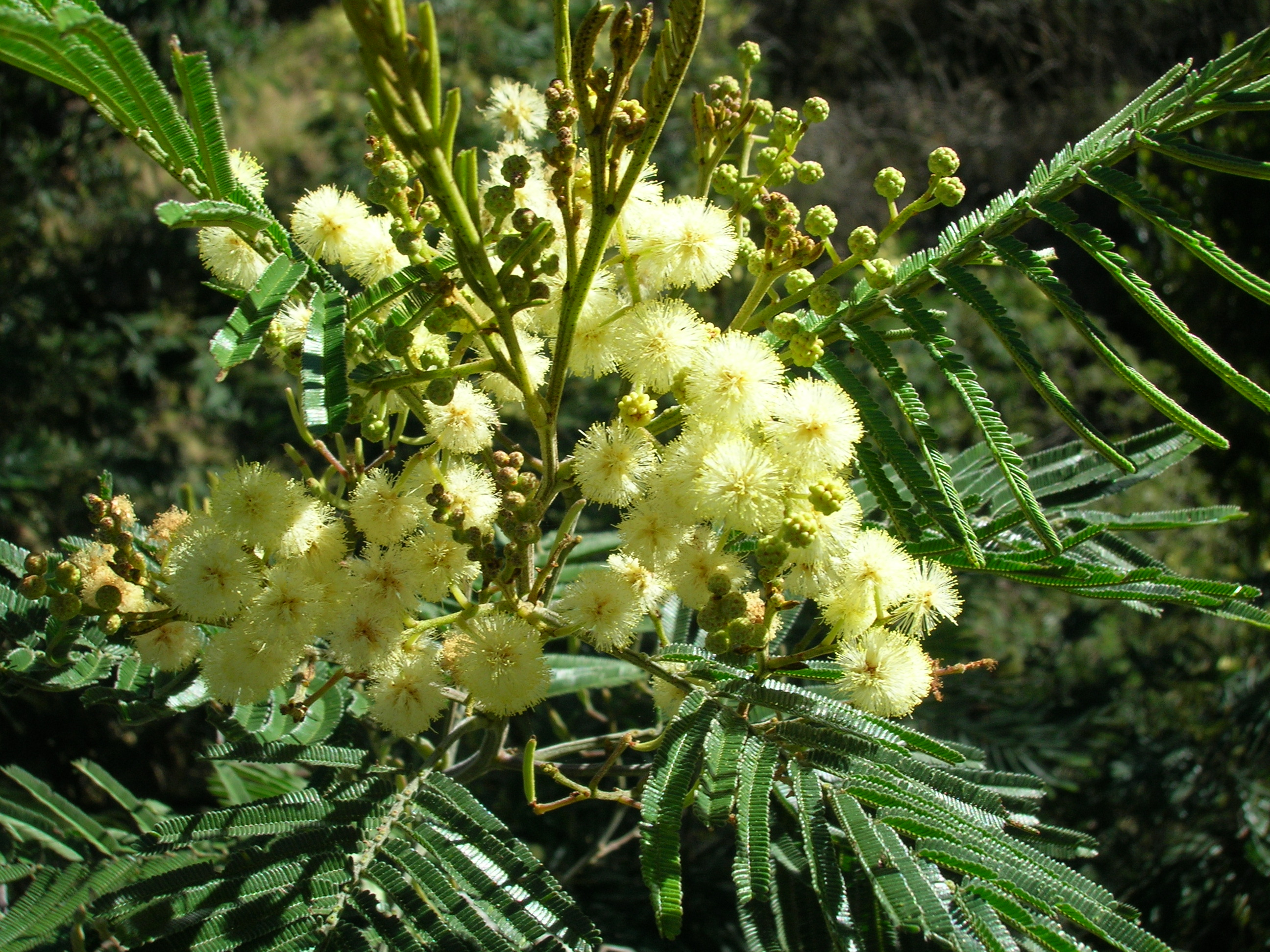
Acacia mearnsii, l'une des 29 espèces du genre Acacia dont se nourrit l'insecte.

Chrysolopus spectabilis se nourrit presque exclusivement de tissu végétal et de la sève d'espèces de certaines espèces du genre Acacia, dont Acacia baileyana, Acacia dealbata, Acacia melanoxylon, Acacia longifolia ou encore Acacia terminalis où il fut relevé dès 1893 par Walter Wilson Froggatt. L'insecte affectionne plus particulièrement les jeunes plants non encore fleuris et d'une hauteur de 50-150 cm. Son long proboscis et ses fortes mandibules lui permettent de s'attaquer aux tiges et aux feuilles pour se nourrir, extraire la sève ou pour creuser les trous qui recevront ses œufs.
Dans les plantations d'acacia dans le sud l'Australie, l'espèce est fortement considérée comme un nuisible. Les insectes adultes peuvent détruire les nouvelles pousses et les larves entravent l'absorption d'eau de la plante. Les coléoptères adultes peuvent aussi causer la mort des plantes par annélation, c'est-à-dire destruction de l'écorce de l'arbre sur toute sa circonférence.
Chrysolopus spectabilis est un insecte volant, mais en dépit de ses motifs criards, non toxique. Il se montre vigilant et, s'il se sent menacé, peut se laisser tomber au sol et faire le mort, ou s'accrocher fermement à la plante à l'aide de ses griffes.

### Développement
Le développement de l'insecte s'étale généralement sur une année. La femelle perce jusqu'à une vingtaine de petits trous rapprochés dans le tronc d'un acacia, un peu au-dessus du sol, puis pond un œuf dans chacun d'entre eux. À l'aide de leurs pièces buccales les larves creusent des galeries plus profondes jusqu'à atteindre l'une des racines principales de la plante hôte et finissent par l'évider complètement. Après leur métamorphose, les insectes creusent une sortie, laissant derrière eux un cocon vide dans la cavité de la racine. Les imagos de la nouvelle génération sortiront au printemps dans les latitudes les plus méridionales de l'Australie, ou toute l'année plus au nord dans la zone subtropicale.

## Répartition et habitat

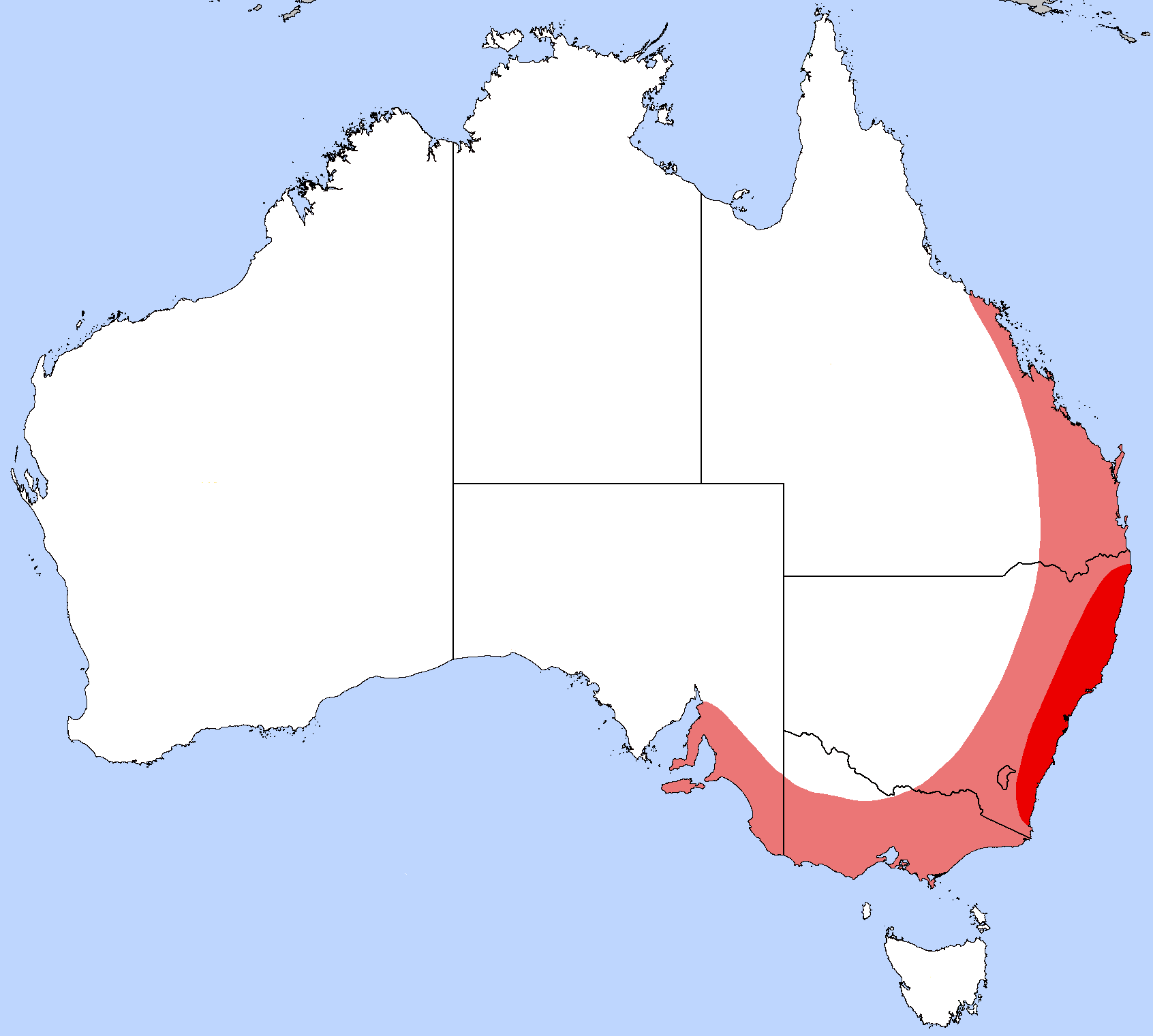
Répartition de Chrysolopus spectabilis.

Cette espèce est endémique d'Australie où elle fréquente principalement les habitats côtiers au sud-est du pays. Chrysolopus spectabilis est présent du Victoria au Queensland mais c'est en Nouvelle-Galles du Sud qu'il est le plus implanté, autour de Sydney, au pied de la Cordillère australienne.
Les adultes sont diurnes et nocturnes et sont surtout présents pendant les mois chauds de novembre à mars. Le coléoptère fréquente alors les villes et les forêts dans les secteurs aux précipitations modérées, en particulier aux environs d'acacias ou de mimosas. Les espèces hôtes sont typiquement à feuilles paripennées dans les zones boisées comme dans les Montagnes bleues, ou à phyllodes dans des zones plus ouvertes, comme dans le Nord de la Nouvelle-Galles du Sud.
29 espèces du genre Acacia sont fréquentées par Chrysolopus spectabilis, sur le millier existant en Australie, et sept sont fréquentées par les larves, même s'il est possible que les larves vivent sur d'autres espèces accueillant les adultes. Une Myrtacée, Eucalyptus pilularis, est également une plante hôte des coléoptères adultes,,.

## Découverte

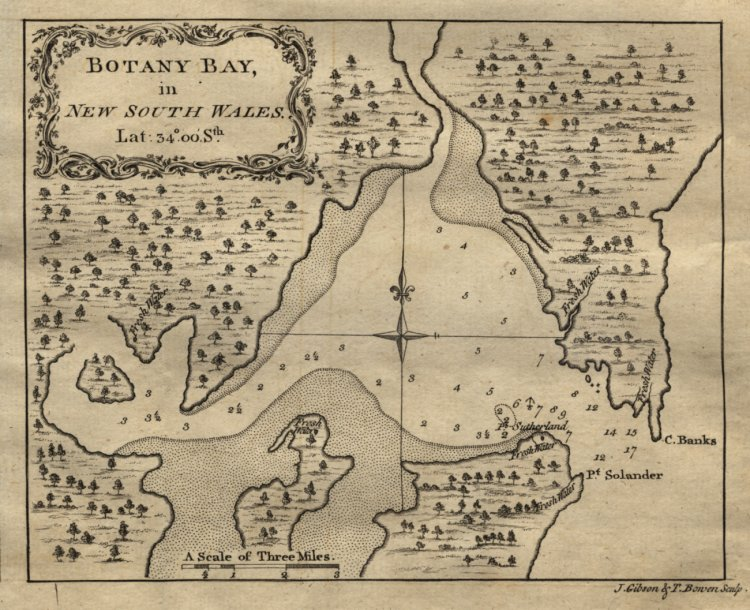
Carte de la Botany Bay de 1773 avec le point de chute du H.M.S. Endeavour à Point Sutherland.

Le premier spécimen de Chrysolopus spectabilis a été recueilli entre avril et août 1770 lors du premier voyage de James Cook dans les mers du Sud, par les botanistes Joseph Banks et Daniel Solander aux côtés d'un papillon (une femelle Heteronympha merope), d'une fourmi (Myrmecia gulosa) et de deux mouches (Calliphora augur et C. stygia).

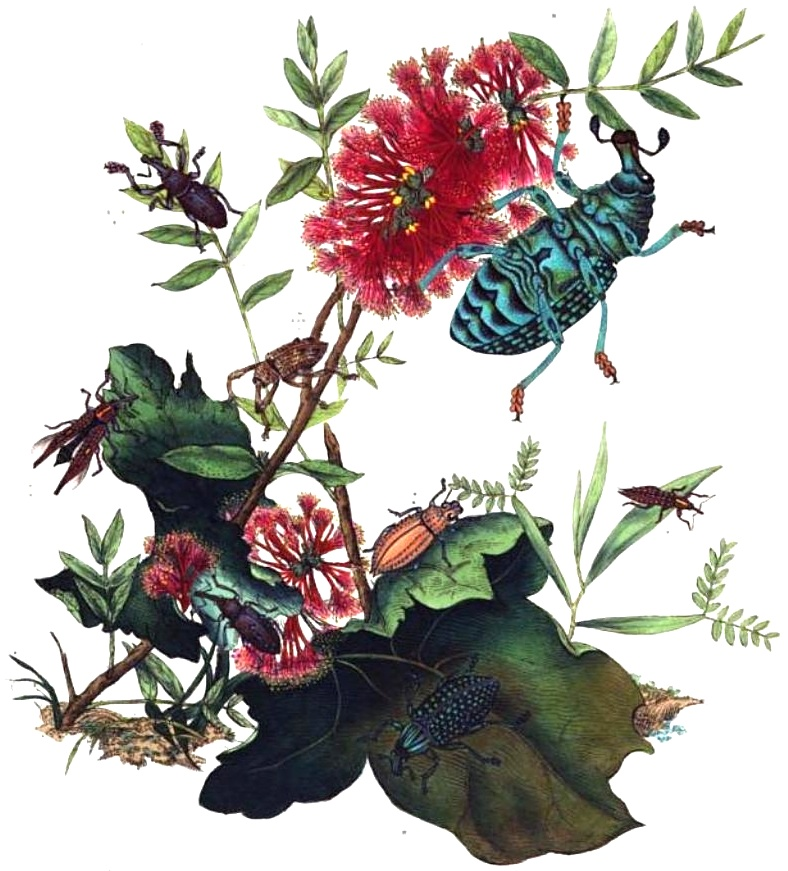
Dessin de 1805 de Edward Donovan avec, entre autres, le « Diamond Weevil » (Chrysolopus spectabilis ; en haut à droite) et le « Diamond Beetle » (Entimus imperialis ; en bas au centre).

On ne trouve guère trace de la découverte de l'insecte dans les carnets de voyage de l'expédition du H.M.S. Endeavour, de sorte qu'on s'interroge sur l'origine précise du spécimen recueilli. Son nom anglais Botany Bay Weevil signifie « charançon de la Botany Bay » mais il est peu probable que l'holotype fut trouvé dans cette baie, où le mois d'avril est habituellement froid et pluvieux. L'insecte fut donc probablement trouvé dans l'environnement chaud et sec de Cooktown dans le Queensland actuel, où l'expédition fit halte en août. Toutefois l'origine du nom vernaculaire anglais de l'espèce peut être expliqué par le fait que le coléoptère fut retrouvé en 1788 à proximité de Sydney, pendant les mois d'été.
La première mention du nom anglais Diamond Weevil remonte à 1805 quand Edward Donovan peint l'insecte aux côtés du charançon brésilien Entimus imperialis, déjà connu en Europe à l'époque sous le nom de Diamond Beetle et qui arbore également de brillants motifs verts. Cependant les espèces brésilienne et australienne n'ont que peu de similitudes.
Dans les années qui suivirent sa découverte jusqu'au début du XIXe siècle Curculio spectabilis était convoité des entomologistes et autres collectionneurs d'Europe en raison de son apparence inhabituelle. La demande ne pouvait être satisfaite que par un approvisionnement régulier en provenance des colonies australiennes.
L'holotype de l'expédition Endeavour se trouve maintenant parmi la Banks Collection du Musée d'histoire naturelle de Londres. L'animal est dans un assez bon état de conservation, même s'il lui manque la plupart de ses pattes.

## Classification
Chrysolopus spectabilis a été décrit en 1775, par l'entomologiste danois Johan Christian Fabricius dans son ouvrage Systema entomologiae, d'après un spécimen récolté en 1770 par les naturalistes de la première expédition du capitaine James Cook à bord du H.M.S. Endeavour, ce qui en fait le premier insecte d'Australie décrit scientifiquement. Fabricius avait, les années précédentes, déjà eu l'occasion de visiter à Londres la collection d'insectes de l'expédition de Cook. Il donne au coléoptère le protonyme de Curculio spectabilis, Curculio désignant globalement les charançons, spectabilis signifiant « remarquable », « digne d'être vu ».

### Renommage en 1817
En 1817 Ernst Friedrich Germar déplace l'espèce vers son genre actuel : Chrysolopus, signifiant « écaille d'or », du grec χρυσός (khrisós) pour « or » et de λοπὶς (lopus) pour « écaille ». Dans la décennie suivante d'autres espèces l'y ont rejoint mais parmi la douzaine d'espèces ayant été placées dans ce genre certaines ont fait l'objet de remaniements taxonomiques. Ces espèces, vivant toutes dans des zones subissant les influences océaniques, sont de couleurs très variées, allant du vert au noir absolu.
On ne reconnaît actuellement aucune sous-espèce à Chrysolopus spectabilis.